# ニューマリオネット
ニューマリオネット（にゅーまりおねっと）は、1961年（昭和36年）1月に結成された夫婦による日本の操り人形グループ。伊原寛・千寿子。社団法人落語協会所属で「色物」に分類される。お囃子やテープの音楽にあわせてマリオネットをコミカルに操り、観客に笑いと喝采の渦を巻き起こした。

## 主な芸歴
- 1942年（昭和17年） - 「佐久間あやつり人形座」に入門。以降、古典操り人形を修業。
- 1961年（昭和36年） - 独立し「ニューマリオネットあやつり人形」として活動開始。
- 1962年（昭和37年） - NHKテレビ、各民放テレビ局にレギュラーとして出演開始。その他、多くの劇場などにも出演。
- 1979年（昭和54年） - 社団法人落語協会に入会。
- 1988年（昭和63年） - ヨーロッパ各国で巡演。以来鈴本演芸場（上野）などに出演していた。
- 2011年（平成23年）11月1日 - 伊原寛が76歳で死去。
- 2014年（平成26年）9月14日 - 伊原千寿子が85歳で死去[1]。

あやつり人形は寛の手作りである。人形は寛が亡くなった後、国立演芸場に寄贈された。

## 主な受賞歴
- 1987年（昭和62年） - 三菱演芸大賞奨励賞受賞